# Associazione nazionale istruttori subacquei
Associazione nazionale istruttori subacquei (ANIS) è un'associazione italiana diffusa nel mondo per l'addestramento alla subacquea.
Presidente: Michelangelo Sorrentino
Sede: Via Segesta, 31 - 00179 Roma

## Storia
L'ANIS viene fondata nel 1975 da un gruppo di validi istruttori subacquei. All'epoca non esistevano molte sigle didattiche (due o tre) e le organizzazioni straniere, in particolare americane, si affacciarono in Italia solo nei primi anni '80. 
ANIS nacque come sorta di sindacato o movimento dei docenti subacquei, per dialogare con le istituzioni, federazioni e altri enti, per poter gettare le basi di un progetto più ampio e costruttivo.
Oltre al ruolo "sindacale" in ANIS si recepì subito l'esigenza di creare una struttura agile e al passo con i tempi. Infatti questa modernizzazione portò alla creazione della ben nota linea didattica, la quale si è diffusa rapidamente in molte nazioni, vista la completezza dei programmi. Infatti oggi è un organismo internazionale di alto livello qualitativo. In Italia è associazione di protezione ambientale ufficialmente riconosciuta dal Ministero dell'Ambiente e della Tutela del Territorio e del Mare. ANIS è tra i fondatori di IRC-Comunità (organizzazione di sensibilizzazione sull'emergenza sanitaria e l'uso del defibrillatore) e collabora con diversi Enti sia pubblici che privati, università, associazioni Onlus, delfinari e acquari ecc. ecc. Coopera con la FIN sez. Salvamento dal 1983 ed è attiva in protezione civile con molte scuole sub affiliate. È uno degli organi tecnici facenti parte della CMAS come Federazione ITA n°08.
Attualmente conta oltre 2000 associati dalla fondazione e più di 200  sparse per il mondo.

## Didattica
La didattica ANIS differisce da altre, perché è stata sviluppata in modo semplice e chiaro, sulla base dell'esperienza dei professionisti che compongono l'associazione ovvero gli istruttori di ogni sigla didattica, con esperienze in vari campi sia civili che militari. È una didattica internazionale e molte altre organizzazioni hanno stipulato un accordo di reciproco riconoscimento internazionale.

### Brevetti
- Snorkeling & Sea Watching Blu Pass: pensato per i bambini e per gli appassionati del mare che vogliono avvicinarsi alla subacquea.
- Sommozzatore 1 stella Junior (dai 10 anni in su).
- Sommozzatore 1 stella : equivalente a grandi linee all'OWD. Per immersioni fino a 18 metri.
- Sommozzatore 2 stelle : equivalente a grandi linee all'AOWD. Per immersioni fino a 30 metri.

### Brevetti professionali
- Sommozzatore 3 stelle  per immersioni fino a 40 metri e grado massimo della subacquea ricreativa. Infatti è definito Diveleader e con questo livello di brevetto si può accedere al Corso di Formazione/Valutazione Istruttori.
- Aiuto istruttore: il primo brevetto per istruttori, in cui si imparano i metodi di insegnamento.
- Istruttore subacqueo 1 stella
- Istruttore subacqueo 2 stelle
- Istruttore subacqueo 3 stelle
- Maestro istruttore. Corsi per istruttori (formativi e valutativi).

### Brevetti di specializzazione
- Orientamento subacqueo (obbligatoria per la carriera didattica)
- Immersione notturna (obbligatoria per la carriera didattica)
- Immersione profonda (obbligatoria per la carriera didattica)
- Salvamento subacqueo (obbligatoria per la carriera didattica)
- Immersione in alta quota
- Immersione Nitrox
- Immersione sotto il ghiaccio
- Immersione con ARO
- Immersione su relitti
- Tecnico attrezzature
- Biologia marina
- Immersione fluviale
- Fotografia subacquea
- Mute stagne
- Elisoccorritore
- Operatore tecnico subacqueo PC
- Immersione tropicale

Vi è inoltre, essendo Organo Tecnico CMAS la possibilità di conseguire le certificazioni CMAS ,  e  e più di 10 brevetti di specializzazione.